# Спиринский сельсовет (Новосибирская область)
Спиринский сельсовет — сельское поселение в Ордынском районе Новосибирской области Российской Федерации.
Административный центр — село Спирино.

## История
Статус и границы сельского поселения установлены Законом Новосибирской области от 2 июня 2004 года № 200-ОЗ «О статусе и границах муниципальных образований Новосибирской области»

## Население
| 2002 | 2010 | 2012 | 2013 | 2014 | 2015 | 2016 |
| ---- | ---- | ---- | ---- | ---- | ---- | ---- |
| 1075 | ↘896 | ↗909 | ↗948 | ↗952 | ↘910 | ↘871 |
| 2017 | 2018 | 2019 | 2020 | 2021 |      |      |
| ↘870 | ↗887 | ↗902 | ↗916 | ↘891 |      |      |

## Состав сельского поселения
| № | Населённый пункт | Тип населённого пункта       | Население |
| - | ---------------- | ---------------------------- | --------- |
| 1 | Антоново         | деревня                      | ↘182      |
| 2 | Спирино          | село, административный центр | ↘577      |
| 3 | Усть-Алеус       | село                         | ↘137      |